# Peribatodes aechmeëssa
Peribatodes aechmeëssa är en fjärilsart som beskrevs av Louis Beethoven Prout 1929. Peribatodes aechmeëssa ingår i släktet Peribatodes och familjen mätare. Inga underarter finns listade i Catalogue of Life.